# جون أير
جون أير (بالإنجليزية: John Eyre)‏ هو لاعب كرة قدم بريطاني، ولد في 9 أكتوبر 1974 في كينغستون أبون هال في المملكة المتحدة. لعب مع أولدهام أثلتيك وسكونثورب يونايتد وهال سيتي.

## وصلات خارجية
- جون أير على موقع قاعدة بيانات كرة القدم.إي يو (الإنجليزية)
- جون أير على موقع Soccerbase.com (لاعب) (الإنجليزية)
- جون أير على موقع عالم كرة القدم.نت (الإنجليزية)